# بلنشارد (میزوری)
بلنشارد (به انگلیسی: Blanchard) یک منطقهٔ مسکونی در ایالات متحده آمریکا است که در شهرستان اچیسون، میزوری واقع شده‌است. بلنشارد ۱٫۳۷ کیلومتر مربع مساحت و ۲۲ نفر جمعیت دارد و ۳۱۰٫۹ متر بالاتر از سطح دریا واقع شده‌است.